# Ardices pallida
Ardices pallida är en fjärilsart som beskrevs av Doubleday 1845. Ardices pallida ingår i släktet Ardices och familjen björnspinnare. Inga underarter finns listade i Catalogue of Life.